# Ratibořec
Ratibořec je malá vesnice, část obce Chyšky v okrese Písek v Jihočeském kraji. Nachází se asi 3,5 kilometru západně od Chyšek. Ratibořec leží v katastrálním území Ratiboř o výměře 5,97 km².

## Historie
Archeologické nálezy dokládají osídlení lokality již ve 14. století. Při výzkumu v prostoru zbořené chalupy u dnešního domu čp. 1 byly pod zásypem podlahy nalezeny úlomky zakuřované keramiky, typické pro pozdní středověk.[zdroj⁠?!]
První písemná zmínka o Ratibořci pochází z roku 1462, kdy je uváděna v souvislosti se zvíkovsko-milevským panstvím. Osada je tehdy zmiňována v zástavní listině krále Jana Lucemburského, která se vztahovala k držbě tohoto panství.

## Obyvatelstvo
| Rok            | 1869 | 1880 | 1890 | 1900 | 1910 | 1921 | 1930 | 1950 | 1961 | 1970 | 1980 | 1991 | 2001 | 2011 | 2021 |
| -------------- | ---- | ---- | ---- | ---- | ---- | ---- | ---- | ---- | ---- | ---- | ---- | ---- | ---- | ---- | ---- |
| Počet obyvatel | 29   | 32   | 23   | 26   | 37   | 27   | 24   | 16   | 14   | 21   | 18   | 13   | 8    | 43   | 43   |
| Počet domů     | 4    | 4    | 4    | 4    | 4    | 4    | 4    | 4    | 4    | 4    | 4    | 4    | 5    | 6    | 7    |

## Obecní správa
Při sčítání lidu v letech 1850–1889 Ratibořec byl osadou obce Obděnice v okrese Sedlčany. V letech 1890–1920 byl osadou obce Porešín v okrese Milevsko. V letech 1921–1980 byl osadou obce Ratiboř, se kterým patřil nejprve do okresu Milevsko, ale od roku 1960 v okrese Písek. Od 1. ledna 1981 je částí obce Chyšky v okrese Písek.

## Pamětihodnosti
- Kamenná zvonice u domu čp. 5 z roku 1902
- Výklenková kaple zasvěcená Nejsvětější Trojici se nachází ve vesnici v parčíku.

## Galerie

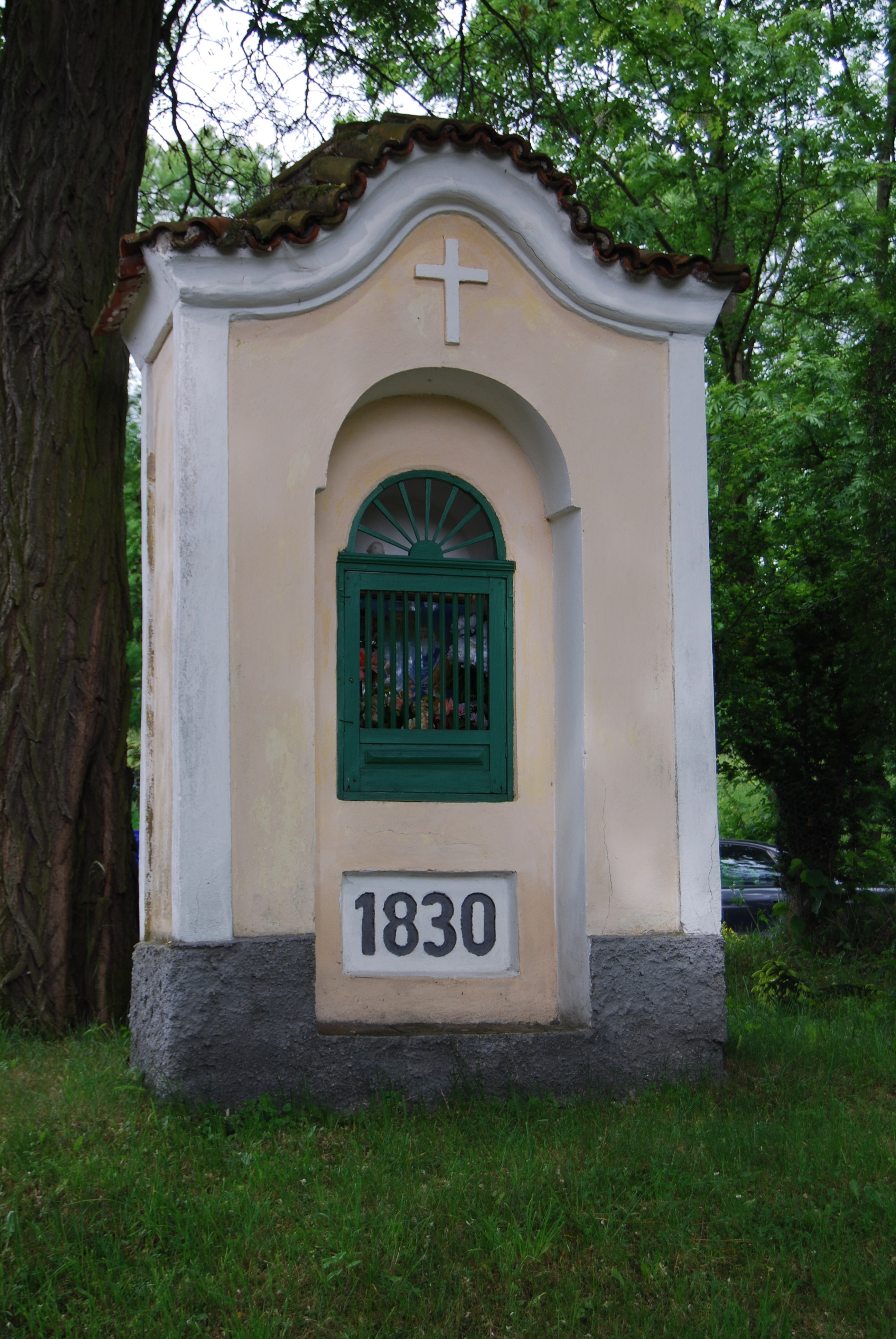
Výklenková kaple ve vsi
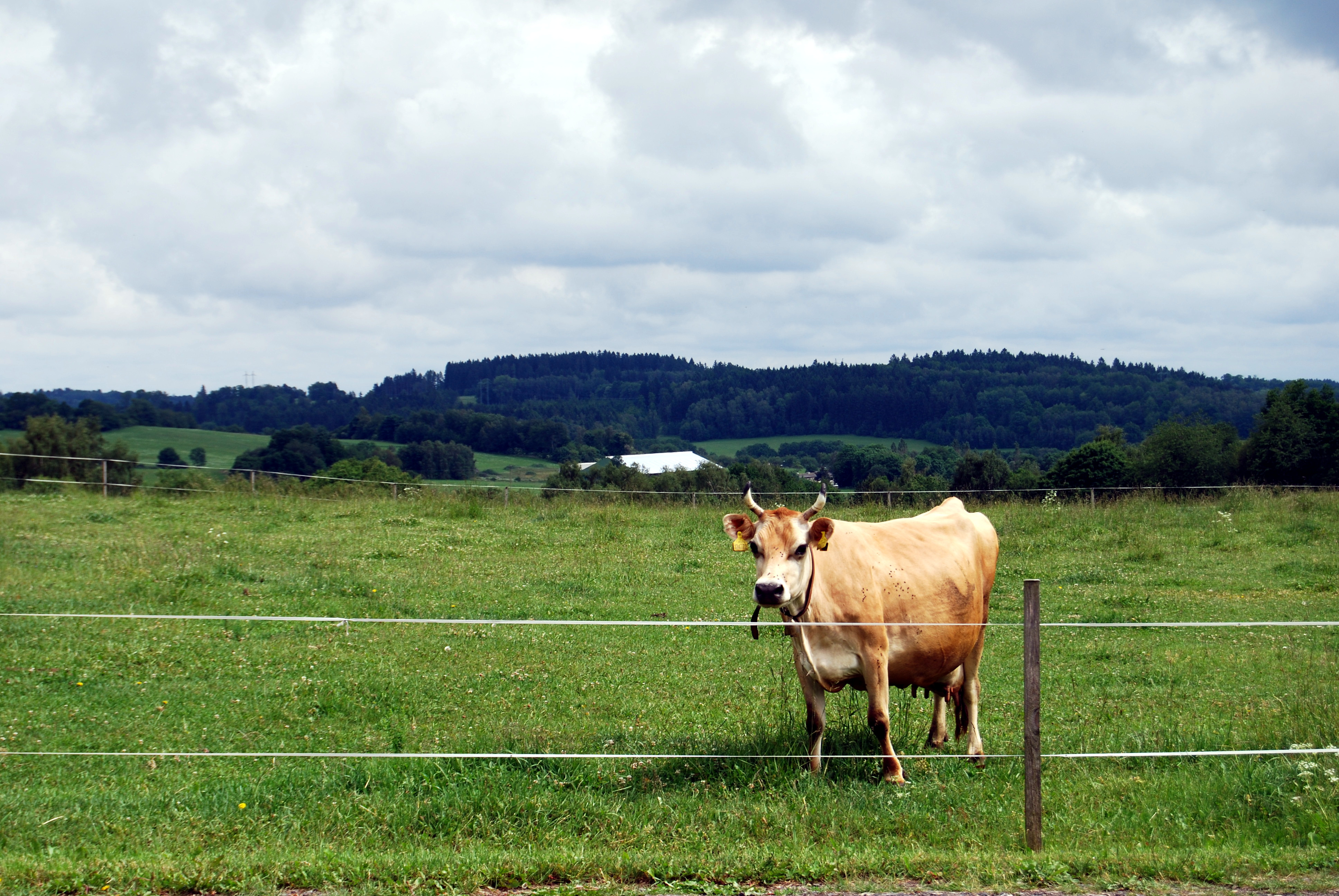
Pohled na okolí vesnice
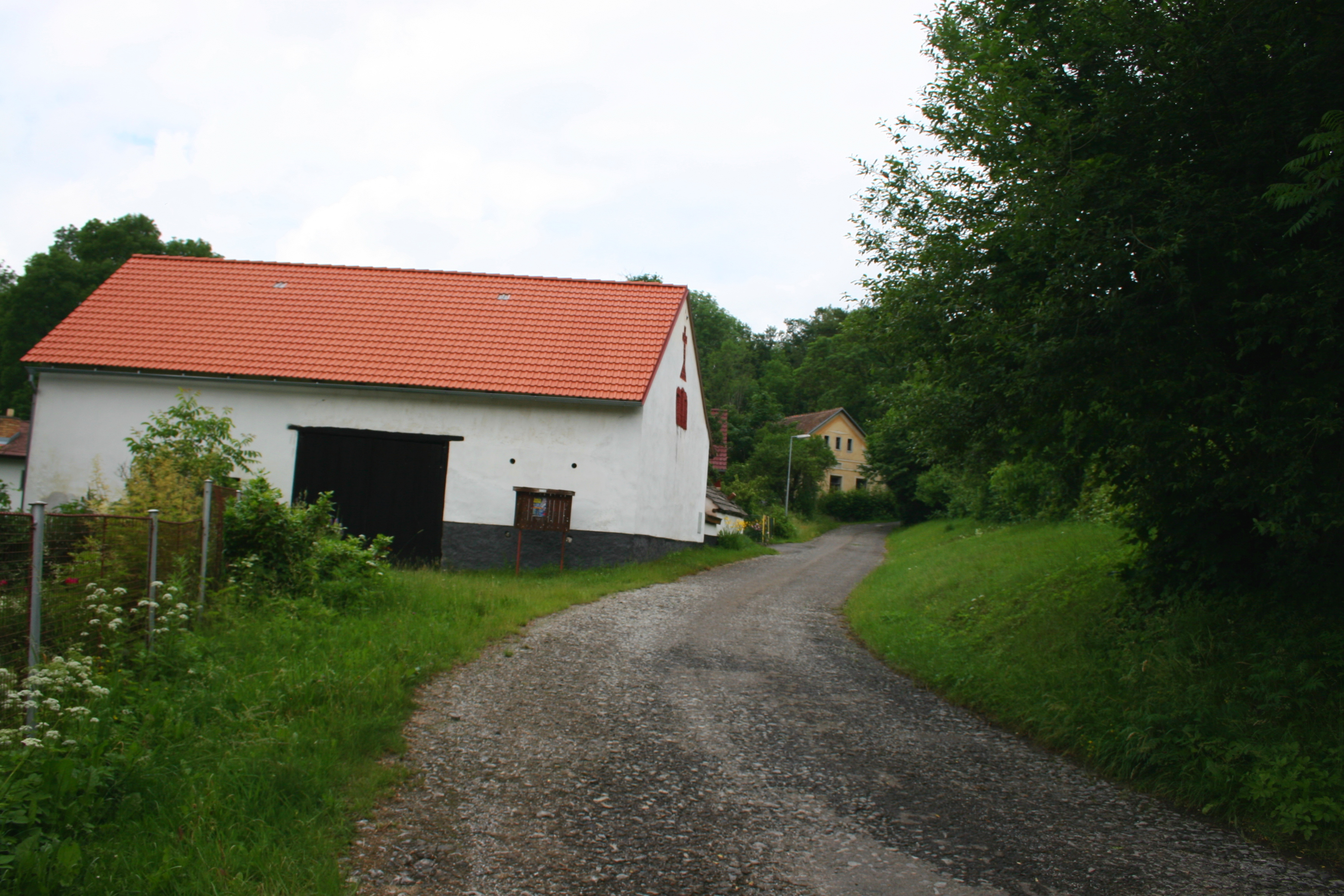
Domy